# Трахтеров Володимир Сергійович
Володи́мир Сергі́йович Тра́хтеров (* 18 грудня 1884, Бахмут — † вересень 1975, Харків) — учений, правник-криміналіст. Професор Харківського юридичного інституту, завідувач кафедри кримінального права.

## Біографія
Володимир Сергійович Трахтеров народився 5(18) грудня 1884 у м. Бахмут Катеринославської губернії в купецькій сім'ї. У 1904 закінчив Бахмутську чоловічу гімназію із золотою медаллю. З 1905 р. навчався в Гейдельберзькому університеті імені Руперехта-Карла (Німеччина) Під час літнього семестру (у 1906) вивчав кримінальне право на юридичному факультеті в Цюрихському університеті, Зимовий семестр 1906—1907 навчального року навчався на юридичному факультеті Мюнхенського університету Людвіга — Максіміліана. Після повернення в Росію В. С. Трахтеров вступає до юридичного факультету Імператорського Харківського університету. Після закінчення університету у 1910 працював на кафедрі кримінального права та судочинства юридичного факультету, до 1919 він читав лекції із загальної теорії права. У 1921 р. був затверджений професором правового відділення Харківського інституту народного господарства. У  1924—1925 перебував у відрядженні у Німеччині для виконання наукової роботи. З 1930 р. В. С. Трахтеров — професор Харківського інституту радянського будівництва і права. який у 1937 був він реорганізований в Харківський юридичний інститут. У 1938 — затверджений у вченому званні професора по кафедрі «кримінальне право» й одночасно призначений завідувачем кафедри кримінального права Харківського юридичного інституту, обов'язки якого він виконує до жовтня 1941. З 1943 по 1945 виконує обов'язки професора, завідувача кафедри кримінального права Ленінградському юридичному інституті ім. М. І. Калініна, який знаходився тоді в  м. Джамбул Казахської РСР. З листопада 1945 працює у Харківському юридичному інституті професором, а з 1946 — завідувачем кафедри кримінального права. З 1953 і до 1964 був професором, а у 1964—1972 рр. — професором консультантом кафедри. Окрім роботи в  інституті, двічі був депутатом Харківської міської ради депутатів трудящих у 1939—1941 і 1945—1947, де працював у комісії вищих шкіл. Брав участь у працях над Кримінальним Кодексом УРСР 1922, 1927 і 1960 років. В. С. Трахтеров пішов з життя у вересні 1975.

## Наукова діяльність
Володимир Сергійович Трахтеров спеціалізувався на питаннях осудності й неосудності в кримінальному праві. Протягом багатьох років був консультантом у відділі судово-психіатричної експертизи Українського психоневрологічного інституту (Харків). В 1952 році докторська дисертація «Осудність у радянському кримінальному праві» була подана для захисту в Московський юридичний інститут, але в В. С. Трахтеров так і не зміг захистити свою роботу. Робота, на думку комісії, була «спробою впровадження ідеалістичних ідей у радянське кримінальне право».
Володимир Сергійович Тратеров був науковим керівником ряду в майбутньому відомих науковців — правників. Серед них були: Нонна Грабовська, Ніна Яшинова, Володимир Сташис, Леонід Сугачов, Володимир Голіна, Марко Бажанов. Автор більше ніж 40 наукових праць
Крім викладацької й наукової діяльності Володимир Трахтеров брав участь у створенні Кримінальних кодексів Української РСР 1922 і 1927 років, у співавторстві написав науково-практичні коментарі до кримінальних кодексів (1924, 1925 і 1928 роки.)

## Вибрані публікації
- Трахтеров В. С. Кримінальна відповідальність психічно неповновартих. Праці кафедри «Проблеми сучасного права» та Правничого факультету Харківського інституту народного господарства. — No 5. — Харків: Держтрест «Харполіграф», школа ФЗУ ім. А. В. Багинського, 1930. — 256 с
- Трахтеров В. С. Формула невменяемости в советском уголовном праве // Учен. зап. Харьк. юрид. ин-та. — 1939. — Вып. 1. — С. 26–47.
- Трахтеров В. С. Невменяемость по проекту УК СССР // Труды первой научной сессии Всесоюзного института юридических наук. 27 января — 3 февраля 1939 г. — М. : Юрид. изд-во НКЮ СССР, 1940. — С. 162—169.